# Řád Andreje Hlinky
Řád Andreje Hlinky (slovensky: Rad Andreja Hlinku) je druhé nejvyšší státní vyznamenání Slovenské republiky udělované slovenským občanům, kteří se mimořádným způsobem zasloužili o vznik samostatné republiky.
Řád byl zřízen zák. č. 37/1994 Zz. k poctě slovenského separatisty Andreje Hlinky a původně měl být udělován jen do roku 2003, nicméně v roce 2008 bylo toto časové omezení zrušeno.
Vyznamenání uděluje prezident republiky na návrh vlády. Řád má tři třídy, přičemž I. je nejvyšší. Prezident republiky je ex officio laureátem I. třídy.

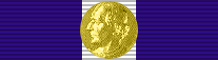
Stuha I. třídy
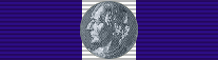
Stuha II. třídy
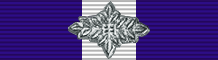
Stuha III. třídy